# Curling na wózkach na zimowych igrzyskach paraolimpijskich
Curling na wózkach zadebiutował na zimowych igrzyskach paraolimpijskich w 2006. Dotychczas odbyły się dwa występy niepełnosprawnych curlerów na tego typu zawodach.
Kwalifikacjami do paraolimpiady są trzy poprzedzające mistrzostwa świata, odpowiednio za zajętą pozycję krajom przyznawane są punkty. Do zawodów kwalifikuje się 10 krajów, 9 z najlepszymi wynikami i gospodarz.
| Miejsce | 1  | 2  | 3 | 4 | 5 | 6 | 7 | 8 | 9 | 10 |
| Punkty  | 12 | 10 | 8 | 7 | 6 | 5 | 4 | 3 | 2 | 1  |

Pierwsza runda zawodów rozgrywana jest systemem kołowym (Round Robin). Następnie po sporządzeniu klasyfikacji pierwsza drużyna gra półfinał z czwartą a druga z trzecią. Pokonani w półfinałach rywalizują o brązowy medal zwycięzcy zaś o złoto w finale.

## Tabela medalowa
| Klasyfikacja medalowa | Klasyfikacja medalowa | Klasyfikacja medalowa | Klasyfikacja medalowa | Klasyfikacja medalowa | Klasyfikacja medalowa |
| Lp.                   | Państwo               | złoto                 | srebro                | brąz                  | razem                 |
| --------------------- | --------------------- | --------------------- | --------------------- | --------------------- | --------------------- |
| 1                     | Kanada                | 3                     |                       |                       | 2                     |
| 2                     | Wielka Brytania       |                       | 1                     | 1                     | 2                     |
| 3                     | Korea Południowa      |                       | 1                     |                       | 1                     |
|                       | Rosja                 |                       | 1                     |                       | 1                     |
| 5                     | Szwecja               |                       |                       | 2                     | 1                     |